# Maurizio Marassi
Maurizio Marassi (Legnano, 26 marzo 1997) è uno sportivo italiano di wakeboard, specialista nella disciplina del Cable Wakeskate.

## Biografia
Gli inizi 2011-2015
Maurizio Marassi viene a contatto con il mondo del cablewakeboard nel 2011 presso l'impianto sportivo di wakeboard all'Idroscalo di Milano. Fin da subito predilige la disciplina del wakeskate tanto da vincere il suo primo campionato italiano nel 2012. L'anno successivo partecipa ai suoi primi Campionati Europei presso Fagersta in Svezia in cui ottiene il 9º posto nella categoria Junior Men. Nel 2014 partecipa ai suoi primi Campionati Mondiali presso Norsjo in Norvegia dove ottiene il 5º posto nella categoria Junior Men. Nel 2015 ottiene il 6º posto nella categoria Junior Men ai Campionati Europei di Ravenna
2016-2019
Nel 2016 arriva la prima medaglia ad una competizione internazionale con il 2º posto ai Campionati Europei di Tel Aviv nella categoria Junior Men. Lo stesso anno ai Campionati Mondiali di Morelos in Messico Maurizio conquista due medaglie d'argento nelle categorie Junior Men e Open Men. Nel 2017 alla prima partecipazione ai Campionati Mondiali WWA conquista la medaglia di bronzo nella categoria Pro.

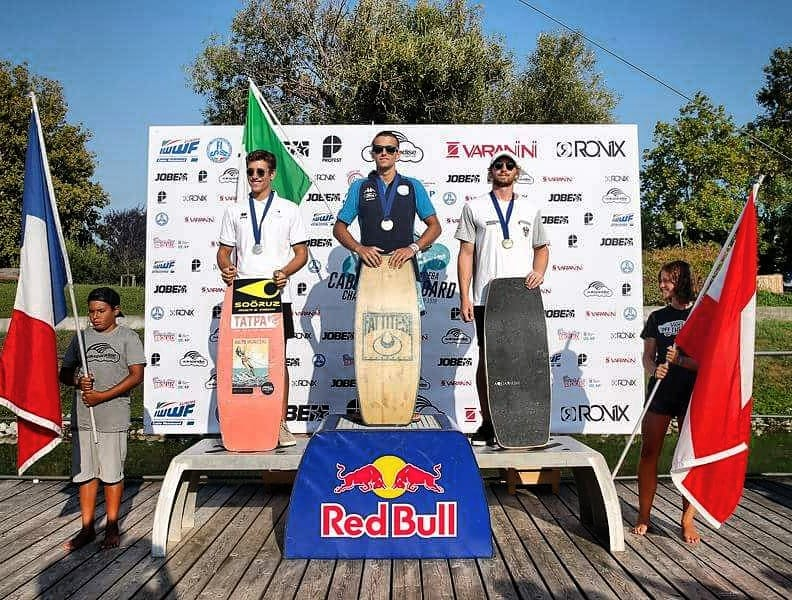
Maurizio Marassi sul podio dei Campionati Europei 2018

Nel 2018 arriva il primo oro ai Campionati Europei tenutisi presso il club Wakeparadise di Milano nella categoria Open Men. Un risultato storico in quanto è la prima medaglia d'oro per un atleta italiano ad un campionato europeo nella disciplina wakeskate.
Nel 2019 argento ai Campionati Europei in categoria Open presso Sosnoviec in Polonia e medaglia d'argento ai mondiali WWA a Cancun in Messico
2022
La stagione inizia con la vittoria del decimo titolo italiano disciplina wakeskate presso Settimo Torinese.
Il ritorno alle competizioni internazionali avviene a luglio 2022 ai Campionati Mondiali WWA presso Windsor, dove Maurizio conquista la seconda posizione in categoria Pro Men.
Ai Campionati Europei presso Thisted in Danimarca conquista il 1º posto in categoria Open Men e ai Campionati Mondiali presso Bangkok conquista il 2º posto in categoria Open Men.
2023
La stagione inizia con il secondo posto ai Campionati Mondiali WWA presso Windsor, dove Maurizio conquista la seconda posizione in categoria Pro Men.  La settimana seguente nella medesima location ma su un campo gara rivisto conquista la prima posizione nella competizione Plastic Playground in categoria Pro Men Wakeskate.
Ritornato in Italia presso Dello conquista la seconda posizione all'Awake Embily Open in categoria Open Men wakeskate.
In settembre presso Choisy-le-Roy conquista la prima posizione ai Campionati Europei in categoria Open Men wakeskate, per poi concludere la stagione con il secondo posto ai Campionati Italiani di categoria presso Zagarolo.
2024
Durante i Campionati Europei Open svoltisi a giugno presso Whitemills in Inghilterra, Maurizio conquista il bronzo in categoria Open Men contestualmente alla medaglia d'argento a squadre.
Il mese successivo presso Resana ottiene l'undicesimo titolo italiano in categoria Open Men wakeskate.
Presso Bratislava in Slovacchia conclude secondo al Wakelake Embily Open in categoria Open Men wakeskate.
In settembre, Maurizio Marassi, conquista la medaglia d'oro al Campionato Mondiale IWWF, tenutosi presso Choisy-le-Roy. È la prima volta che un atleta italiano conquista una medaglia d'oro in categoria Open ad un Campionato Mondiale di cablewake.

## Palmares
| Anno | Manifestazione | Sede          | Categoria  | Risultato |
| ---- | -------------- | ------------- | ---------- | --------- |
| 2013 | Europei        | Fagersta      | Junior Men | 9º (q)    |
| 2014 | Europei        | Ostroda       | Junior Men | 10º (q)   |
| 2014 | Mondiali       | Norsjo        | Junior Men | 5º        |
| 2015 | Europei        | Ravenna       | Junior Men | 7º        |
| 2016 | Europei Y&S    | Tel Aviv      | Junior Men | Argento   |
| 2016 | Europei Open   | Tel Aviv      | Open Men   | 6°        |
| 2016 | Mondiali Y&S   | Morelos       | Junior Men | Argento   |
| 2016 | Mondiali Open  | Morelos       | Open Men   | Argento   |
| 2017 | Mondiali WWA   | Naga          | Pro Men    | Bronzo    |
| 2018 | Europei Open   | Milano        | Open Men   | Oro       |
| 2018 | Mondiali Open  | Campana       | Open Men   | 6º        |
| 2019 | Europei Open   | Sosnoviec     | Open Men   | Argento   |
| 2019 | Mondiali WWA   | Cancun        | Pro Men    | Argento   |
| 2022 | Mondiali WWA   | Windsor       | Pro Men    | Argento   |
| 2022 | Europei Open   | Thisted       | Open Men   | Oro       |
| 2022 | Mondiali       | Bangkok       | Open Men   | Argento   |
| 2023 | Mondiali WWA   | Windsor       | Pro Men    | Argento   |
| 2023 | Europei Open   | Choisy-le-Roy | Open Men   | Oro       |
| 2024 | Europei Open   | Sandwich      | Open Men   | Bronzo    |
| 2024 | Mondiali       | Choisy-le-Roy | Open Men   | Oro       |